# Diecezja supraska
Diecezja supraska – diecezja unicka 1797–1809, powołana do życia w 1797 r. na terenie Prus Nowowschodnich. Powstała z oficjałatu generalnego dla unitów, powołanego dnia 6 października 1796 r. przez metropolitę unickiego Teodozego Rostockiego. Na mocy tego dokumentu opat klasztoru bazylianów w Supraślu ks. dr Teodozy Wisłocki stał się czasowym zwierzchnikiem wszystkich unitów w państwie pruskim. 
Powodem erygowania diecezji supraskiej było odcięcie kordonem państwowym podlaskich unitów znajdujących się pod berłem pruskim od władz cerkiewnych podległych diecezji brzeskiej i metropolicie unickiemu, znajdujących się w Imperium Rosyjskim. W wyniku starań dyplomatycznych Fryderyka Wilhelma II, dnia 6 marca 1798 r. papież Pius VI, wydał w klasztorze kartuzów k. Florencji bullę "Suscieptum a nobis" erygującą za patentem króla pruskiego ze stycznia 1797 r. unicką diecezję supraską. Stolicą diecezji stała się miejscowość Supraśl, natomiast katedrą biskupią – główna cerkiew bazyliańskiego klasztoru Zwiastowania Bogurodzicy. Starając się o powołanie przez Stolicę Apostolską supraskiego biskupstwa władze pruskie chciały zapobiec ingerencji z zewnątrz Rosji, zwłaszcza mieszania się obcego państwa w sprawy religijne. Przy diecezji supraskiej jej II ordynariusz – biskup Mikołaj Duchnowski powołał seminarium unickie, na które ofiarował znaczny fundusz. 
Na mocy układu w Tylży, po przejściu w 1807 r.do Imperium Rosyjskiego części Grodzieńszczyzny i Białostocczyzny, upadła racja istnienia supraskiej diecezji unickiej. Dnia 14 lutego 1809 r. decyzją cara Aleksandra I została skasowana, a jej obszar rozciągający się od Niemna do Bugu, na którym zamieszkiwało 45 000 unitów (zdolnych do przyjmowania sakramentów), włączono do rozległego biskupstwa brzeskiego. Biskup nominat supraski – opat bazyliańskiego klasztoru supraskiego ks. Leon Ludwik Jaworowski, został nominowany biskupem biskupem pomocniczym brzeskim – pomocnikiem bpa Jozafata Bułhaka.
Biskupami unickiej diecezji supraskiej byli:
- Teodozy Wisłocki 1797–1801
- Mikołaj Duchnowski 1804–1805
- Leon Ludwik Jaworowski (biskup nominat) 1807–1809